# Show Some Respect
Singles de Tina Turner
I Can't Stand the Rain
(1985) We Don't Need Another Hero
(1985)
Pistes de Private Dancer
What's Love Got to Do with It
(2) I Can't Stand the Rain
(4)
Show Some Respect est une chanson de Tina Turner, issue de son cinquième album studio Private Dancer. Elle sort en 1985 en tant que sixième et dernier single de l'album.
Le titre n'est pas sorti en tant que single en Europe. Il a eu un succès modéré aux États-Unis et un succès mineur au Canada.

## Classements
| Pays             | Hit-parade            | Position |
| ---------------- | --------------------- | -------- |
| Canada           | Top Singles           | 42       |
| États-Unis       | Billboard Hot 100     | 37       |
| États-Unis       | Hot R&B/Hip-Hop Songs | 50       |
| Nouvelle-Zélande | Recorded Music NZ     | 41       |